# Theodor Heuss
Theodor Heuss (ngày 31 tháng 1 năm 1884 - 12 tháng 12 năm 1963) là một chính trị gia tự do người Đức, người từng là Tổng thống đầu tiên của nước Cộng hòa Liên bang Đức (Tây Đức) từ năm 1949 đến năm 1959. Bên cạnh thủ tướng nghiêm khắc Konrad Adenauer, cách cư xử thân mật Heuss của phần lớn đóng góp đến sự ổn định của nền dân chủ ở Tây Đức trong những năm Wirtschaftswunder.